# شاركس
شاركس (بالإنجليزية: Sharks Football Club)‏ هو نادي كرة قدم نيجيري وهو نادي أساسي في نيجيريا ويلعب في الدوري النيجيري الممتاز. ويقع مقره في مدينة بورت هاركورت في ولاية ريفرز، وتم تأسيسه عام 1972.